# Liberté des mouvements de capitaux
La liberté des mouvements de capitaux est la liberté pour le capital de se déplacer librement dans plusieurs économies. Cette liberté est permise par une législation économique supprimant les contraintes sur la mobilité des capitaux. Cette liberté est favorisée par des améliorations technologiques. La libéralisation des mouvements de capitaux est un phénomène mondial qui a démarré dans les années 1970, bien que les contraintes contre ce mouvement ont été sensiblement levées depuis 1959, appuyée par le consensus de Washington. Objet de débats parmi les économistes, elle est décrite comme facteur de croissance de l'économie et de développement, ou, inversement, comme un facteur de crises.

## Définition

### Une absence d'entraves des flux
Les flux de capitaux entre un pays et un pays tiers s'analysent en termes d'entrées et de sorties, et correspondent à des placements immobiliers, des achats boursiers, des prêts, des investissements dans les appareils productifs, des achats de devises, etc. Une situation où les capitaux entrent ou sortent sans contrôle ou entrave de quelque nature que ce soit est une situation de liberté des mouvements de capitaux.

### Une conséquence de la déréglementation financière
Les mouvements de capitaux recouvrent des réalités diverses. Il peut s'agir par exemple d'une entreprise qui implante une usine dans un pays étranger, ou bien d'un achat spéculatif de produits financiers à court terme réalisé par une société d'assurance ou un fonds de pension. La libéralisation des mouvements de capitaux recouvre donc elle-même des aspects divers, et certains aspects de la déréglementation financière en font partie.
Dans le domaine de la finance, la complexité technologique rend le contrôle des transferts de capitaux malaisé pour les pouvoirs publics. Cela explique que la libéralisation puisse être à la fois le résultat d'une volonté politique et donc de dispositions législatives, mais aussi, dans une certaine mesure, un phénomène lié à la modernité des moyens de communication et de traitement de l'information.

### Un prérequis à la croissance et l'accélération des transactions financières
La liberté des mouvements de capitaux induite par la déréglementation financière participe à la croissance des transactions financières. Mais si la croissance des transactions financières est favorisée par la déréglementation, elle l'est aussi par les technologies modernes en termes de communication et d'outils informatiques, avec, notamment, la possibilité pour les investisseurs de connaître le coût des produits financiers en temps réel.

## Justification théorique classique

### Une meilleure allocation des ressources
Selon l'école néoclassique, la libéralisation des mouvements de capitaux permet une meilleure affectation des ressources, c'est-à-dire d'aboutir à une allocation optimale des capitaux. 
La liberté de mouvement de capitaux permet en effet aux pays n'ayant pas ou peu de capitaux nationaux de financer des investissements internes en empruntant à l'étranger. C’est notamment le cas des pays en voie de développement qui ont besoin de recevoir des financements extérieurs pour stimuler leurs politiques de développement. 
En d'autres termes, la liberté des mouvements de capitaux permet, plus efficacement que dans une situation d'entrées et de sorties contrôlées, de faire transiter des surplus d'épargne des pays qui épargnent plus qu'ils ne consomment vers les pays qui consomment plus qu'ils n'épargnent. Ainsi, lorsque les ménages et les entreprises d'un pays ont peu de revenus, ils peuvent pallier ce manque en empruntant, et lorsque les revenus augmentent, ils remboursent. La liberté des mouvements de capitaux permet donc un lissage des cycles économiques.

### Une réduction de l'incertitude et du risque
La possibilité pour les investisseurs de placer leurs fonds facilement sur différents marchés à l'étranger aboutit mécaniquement à une diversification de leurs portefeuilles et ainsi à une minimisation du risque, puisqu'ils ne sont plus exposés aux seules menaces pesant sur leur pays, mais à un ensemble de pays.

### Une stimulation de la croissance
En 1999, le FMI montre que l'investissement direct étranger (par exemple, l'implantation d'une filiale étrangère en France, ou bien la prise de contrôle d'une industrie française par des capitaux étrangers), est économiquement avantageux parce qu'il permet des transferts technologiques et de pratiques de gestion efficaces. 
La liberté des mouvements de capitaux se traduit également par une hausse de l'investissement, une croissance plus rapide et une amélioration du niveau de vie, même si des événements particuliers ont montré l'existence de risques liés à la dérégulation. Cette étude du FMI affirme que « la circulation de l'épargne a été une bénédiction pour le développement économique partout dans le monde. Et la puissante et irréversible vague de transformation des techniques d'information et de communication fait qu'aujourd'hui l'extrême mobilité des capitaux est une réalité incontournable ».

### Uneliquiditédu marché monétaire
Dans un cadre de libéralisation internationale des capitaux, lorsque la rentabilité dans une économie augmente par rapport à celle des autres, les capitaux y affluent massivement et seront déposés dans une ou plusieurs banques nationales. Par la suite, ces dernières les placent auprès de la banque centrale contre de la monnaie fiduciaire. Ces capitaux étrangers rendent ainsi le marché monétaire plus liquide en augmentant l'offre de monnaie en circulation dans l'économie nationale.

## Critiques et solutions

### Une augmentation des défaillances de marché
La meilleure affectation des ressources par la liberté des mouvements de capitaux est contestée par ceux qui ne croient pas en l'efficacité des marchés comme méthode d'allocation des ressources. Ils affirment que le fonctionnement des marchés est entre autres faussé par l'asymétrie de l'information. 
L'asymétrie de l'information existe lorsque deux parties engagées dans une relation ou une transaction ne possèdent pas le même niveau d'information. Ces asymétries sont présentes dans presque tous les marchés. Celui de la voiture d'occasion, par exemple, fait subir à l'acheteur une prise de risque : si le vendeur connaît l'historique réel de ses voitures, l'acheteur l'ignore lorsqu'il passe l'achat, et a donc plus de mal à distinguer les bonnes et les mauvaises affaires. 
Cette asymétrie entraîne trois problèmes :
- L'antisélection : du fait que les prêteurs peuvent avoir des difficultés à avoir des informations fiables sur la solvabilité des emprunteurs, ils prêtent aux entreprises avec un taux d'intérêt moyenné, qui ne correspond donc pas forcément au risque réel encouru. De ce fait, les projets de qualité se retrouvent pénalisés avec un taux d'intérêt trop élevé, et les projets risqués avantagés avec un taux d'intérêt sous-évalué. Les entreprises de qualité auront donc tendance à ne pas faire appel au marché[2].

- L'aléa moral : un cas classique d'aléa moral est le changement de comportement d'un client après qu'il a contracté une assurance. En effet, le client, étant désormais assuré, est susceptible de prêter moins attention à la sécurité, et la probabilité d'un accident augmente. Un autre exemple d'aléa moral est le risque exagéré que peuvent prendre des investisseurs institutionnels lorsqu'ils estiment qu'en cas d'erreurs de leur part, ils pourront compter sur le soutien financier de l'état. D'une manière plus générale, l'aléa moral correspond au fait que les prêteurs, ou les commanditaires, ne peuvent pas anticiper quel sera le comportement de l'emprunteur après la transaction de prêt, ou le comportement du prestataire après signature du contrat. Ceux qui prêtent ou commanditent sont appelés « le principal » et l'emprunteur ou l'agent qui effectue la commande sont « l'agent ». Deux situations principales d'aléa moral sont répertoriées : dans le premier cas, « l'agent », c'est-à-dire celui qui possède l'information sur ce qui se passe réellement, peut dissimuler l'information, tandis que dans le second cas, l'information circule correctement, mais sans le diagnostic d'un expert, elle est inutilisable par « le  principal ». Pour éviter l'aléa moral, le commanditaire peut stipuler par exemple dans le contrat que le paiement se fait en fonction d'un résultat, ou peut mettre en place des moyens de contrôle, si possible dans le cadre d'un contrat de longue durée, ce qui permet de meilleurs analyses du rendement de l'agent[4].

- Les moutons de Panurge : lorsque des investisseurs n'ont pas suffisamment d'informations, ils peuvent avoir tendance à imiter un investisseur dont ils estiment que lui est correctement informé. Ils peuvent donc décider des actions irrationnelles, qui sont simplement calquées sur celles d'autres gestionnaires. L'absence d'informations peut donc provoquer l'émergence d'un phénomène grégaire capable d'entraîner des crises soudaines. Le phénomène de panurgisme est aggravé dans la mesure où ce type de comportement est auto-réalisateur : si par exemple tous les investisseurs vendent un produit financier après qu'un investisseur de référence se soit mis à le vendre, le coût de ce produit va effectivement baisser, ce qui confortera le statut de référence de l'investisseur initiateur du mouvement, ainsi que la validité des conduites grégaires pour l'ensemble des investisseurs[5].

En 2008, lors de la crise financière, Le Figaro affirme que la crise « résulte de comportements grégaires qui ne laissent aucune place au discernement. L'exemple des banques d'investissement américaines qui tombent l'une après l'autre, du bas de l'échelle en remontant vers le haut, victimes de la panique des investisseurs, est instructif ».

### Une efficacité subordonnée à une surveillance publique
Selon une étude publiée par le FMI, la liberté des mouvements de capitaux ne peut être efficace que si elle reste sous surveillance, en évitant que les investisseurs prennent des risques excessifs.
La libéralisation ne peut selon le FMI être réussie que si elle s'effectue par étape, en tenant compte des spécificités de chaque pays, et la libéralisation des flux de capitaux à court terme ne devrait être réalisée qu'en dernier. Les pouvoirs publics doivent donc piloter cette libéralisation, en prenant les mesures adéquates qui empêcheront que des distorsions n'entravent la bonne marche du processus. Par exemple, il est possible de mettre en place une fiscalité qui décourage « une dépendance excessive à l'égard de l'emprunt extérieur à court terme ».

### Afflux de capitaux et crises
Une étude menée par le FMI en 2016 montre que, depuis 1980, sur 150 épisodes d'entrées massives de capitaux dans 50 pays émergents, 20 % des épisodes ont mené à des crises financières.

### Des effets pervers nombreux
Selon cette étude, la liberté des mouvements de capitaux intensifie la concurrence dans le secteur financier, ce qui fait baisser les marges des différents acteurs. Cela les rend donc plus vulnérables, en particulier aux défauts de paiement des emprunteurs, ou à des mauvaises pratiques de gestion. De plus, cette liberté « peut permettre aux banques de développer leurs activités à risques à un rythme qui dépasse de loin leur capacité de gestion. Elle peut permettre aux banques en difficulté de «risquer le tout pour le tout» en s'engageant dans des projets d'investissement risqués avec l'aide de financements coûteux. En donnant aux banques l'accès à des instruments dérivés complexes, elle peut compliquer l'évaluation du bilan des banques ainsi que la surveillance, l'évaluation et la limitation des risques, toutes tâches qui incombent aux autorités de contrôle ». De plus, la liberté d'investir à l'étranger peut se révéler dangereuse en cas de crise monétaire, et donc de variation brusque des taux de change des monnaies. 

## Sources